# Grafschaft Zweibrücken
Die Grafschaft Zweibrücken war eine Grafschaft des Heiligen Römischen Reichs mit dem namengebenden Sitz Zweibrücken. Sie entstand zwischen 1182 und 1190 aus einer Erbteilung der Grafschaft Saarbrücken. Zwischen 1286 und 1302 teilte sich das Grafenhaus in die beiden Linien Zweibrücken-Bitsch und Zweibrücken(-Zweibrücken). Die jüngere Linie behielt Burg und Stadt Zweibrücken und erlosch 1394.

## Entstehung
Die Grafen von Saarbrücken waren um das Jahr 1100 eines der mächtigsten Geschlechter im südwestdeutschen Raum mit umfangreichem Landbesitz an der Saar, im Bliesgau und im Elsass, in der Pfalz und am Mittelrhein sowie einträglichen Vogteien (Schirmherrschaften). Ihre Machtstellung wird am besten dadurch charakterisiert, dass sie im 12. Jahrhundert zweimal die Erzbischöfe von Mainz stellten. Wohl bald nach 1100 fiel ihnen auch die Vogtei über das Kloster Hornbach zu, dessen ausgedehnte Besitzungen zwischen der Blies und dem Pfälzerwald lagen. Am Übergang über den Schwarzbach entstand dort die Burg Zweibrücken. Durch Erbteilung im Saarbrücker Grafenhaus kam Zweibrücken 1182/90 an den jüngeren Sohn Heinrich I., der die Linie der Grafen von Zweibrücken begründete. Neben der Burg Zweibrücken bestand eine bürgerliche Siedlung, die 1352 zusammen mit Hornbach Stadtrechte erhielt.

## Lage der Grafschaft
Zur Grafschaft Zweibrücken gehörten in ihrer anfänglichen Ausstattung, wobei hier nur die größeren Besitzteile aufgeführt werden, an Lehen vom Reich die Hälfte der Burg Landeck mit elf Orten um Bergzabern, vom Hochstift Metz Rechte über die Grundhörigen des Metzer Bischofs, die sogenannten St.-Stephans-Leute, vom Bistum Verdun die Hälfte der Burg Liebenberg bei Namborn, an Vogteien die bedeutende Vogtei über das Kloster Hornbach, weitere Vogteien über das Nonnenkloster Altenmünster in Mainz und über verschiedene Güter des Stifts St. Alban in Mainz und des dortigen Liebfrauenstifts, schließlich Allodialgüter zwischen Rhein und Mosel, darunter die Burg Zweibrücken, die nach 1198 unter Graf Heinrich I. erbaute Burg Lemberg sowie Anteile an Morsberg, Linder und Saargemünd.

## Entwicklung
Das Recht der Primogenitur (ältester Sohn als bevorzugter oder alleiniger Erbberechtigter) hatte sich damals noch nicht allgemein durchgesetzt und die in Südwestdeutschland üblichen fortgesetzten Realteilungen führten zum Zerfall vieler Territorien. Gleiches gilt auch für die Grafschaft Zweibrücken. Dem Grafen Heinrich I. folgte um 1237 sein Sohn Graf Heinrich II. nach. Um 1260 spaltete sich die Linie Zweibrücken-Eberstein ab. Von den Söhnen Heinrichs II., die er 1282 hinterließ, übernahmen Eberhard I. und Walram I. zunächst gemeinsam die Regierung der Grafschaft Zweibrücken, entschlossen sich jedoch nach 1286 zur Teilung. Eberhard I. erhielt das Amt Lemberg, Walram I. das Amt Zweibrücken. Diese Teilung wurde 1295 noch weiter abgegrenzt und verfestigte sich 1333 mit der Teilung der letzten noch gemeinsamen Bestandteile zur Bildung zweier selbstständiger Grafschaften.

### Die Grafschaft Zweibrücken-Bitsch
Das Amt Lemberg sowie Morsberg, Linder und Saargemünd kamen bei der Teilung an Eberhard I. 1297 vertauschte er die drei genannten Burgen an Herzog Friedrich III. von Lothringen und erhielt von diesem Burg und Herrschaft Bitsch zu Lehen. Seine Nachkommen, die bis zum Erlöschen der männlichen Linie im Jahr 1570 das Amt Lemberg und die Herrschaft Bitsch regierten, werden als Grafen von Zweibrücken-Bitsch bezeichnet. Sie führten Titel und Wappen der Grafen von Zweibrücken.
- Wappen: In Gold ein blaubewehrter und -bezungter roter Löwe.

### Die Grafschaft Zweibrücken(-Zweibrücken)
Die Ämter Zweibrücken und Bergzabern kamen bei der Teilung an Walram I. und verblieben bei dessen Nachkommen, die nach dem Stifter der Linie als Walramiden bezeichnet werden. Der letzte Graf aus der Walramschen Linie, Eberhard II., der ohne erbberechtigte Nachkommen war, verkaufte sie 1385 für 25.000 Gulden an die Pfalzgrafen bei Rhein aus der pfälzischen Linie der Wittelsbacher und erhielt die Hälfte als Lehen zurück. Nach seinem Tod 1394 zog Kurpfalz das erledigte Lehen ein. 1410 wurde das neu gebildete Fürstentum Pfalz-Simmern-Zweibrücken mit diesem und weiterem Besitz ausgestattet.
- Wappen: In Gold ein blaubewehrter und -bezungter roter Löwe, belegt mit einem blauen dreilätzigen Turnierkragen.

Der Turnierkragen dient als heraldisches Beizeichen der jüngeren Linie. Während die Siegel der Walramiden ihn in der oberen Schildhälfte zeigen (am Hals des Löwen), ist er im modernen Wappen der Stadt Zweibrücken in die Schildmitte gerückt (am Bauch des Löwen).

## Grafen von Zweibrücken

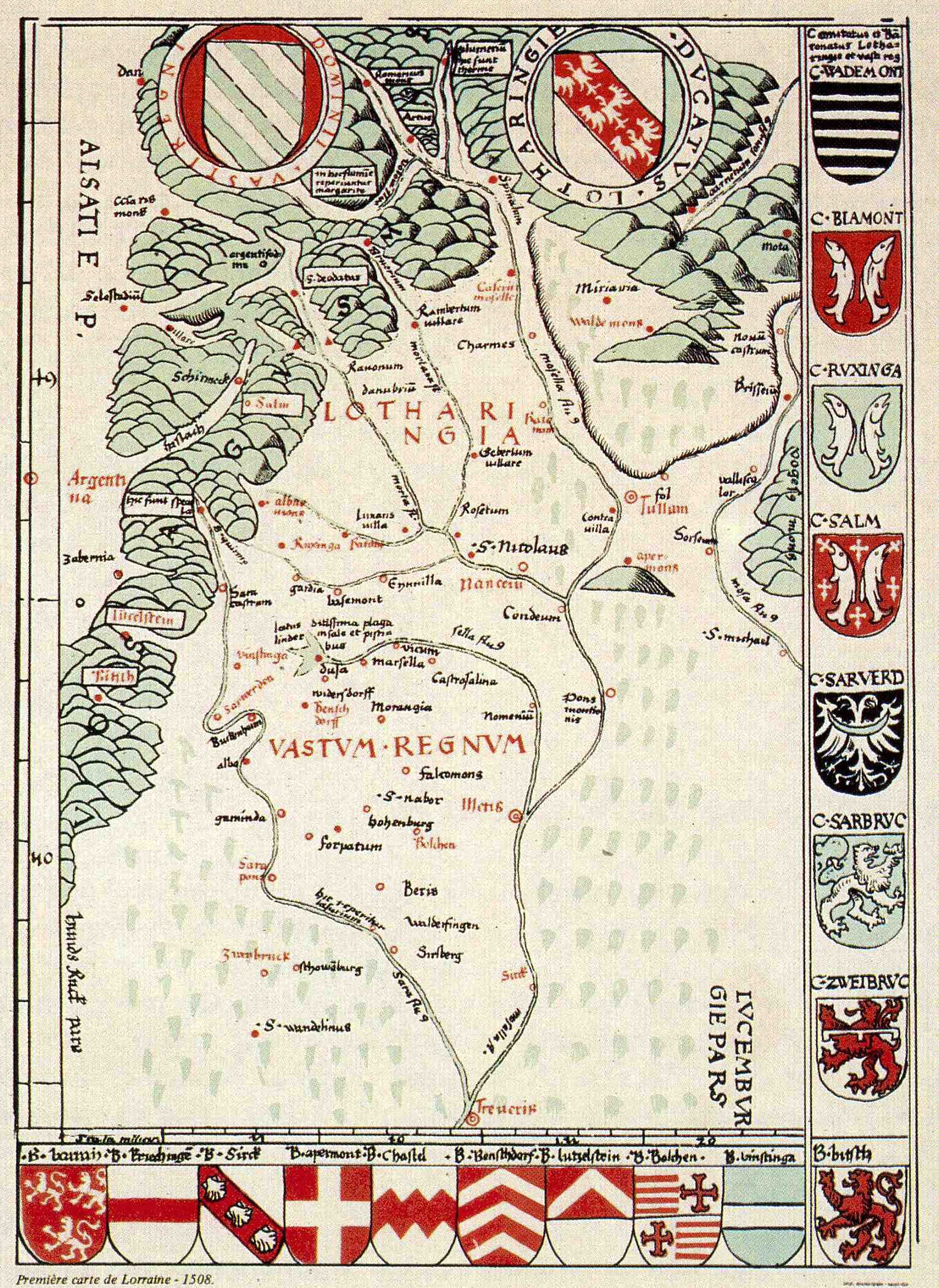
Lothringen und Westrich um 1508 –
siebentes Wappen von oben Grafschaft Zweibrücken, darunter Herrschaft Bitsch

### Ältere Linie
- 1182–1237 Heinrich I.
- 1237–1282 Heinrich II.
- 1282–1286 Eberhard I. und Walram I. als Kondominium

### Jüngere Linie (Walramiden)
- 1286–1309 Walram I.
- 1309–1311 Simon
- 1311–1366 Walram II.
- 1366–1394 Eberhard II.